# Now That's What I Call Christmas! 3
Now That's What I Call Christmas!3 é o terceiro volume de compilações de várias canções de Natal de vários artistas. Foi lançado a 10 de Outubro de 2006 pela Sony BMG, em formato CD e download digital. Conta com a participação de canções com vocais de artistas como, Rihanna, Mariah Carey, Britney Spears e Mariah Carey e de bandas como, Jackson 5, Destiny's Child e Pussycat Dolls.

## Alinhamento de faixas
Disco 1
| N.º | Título                                                           | Artista                                         | Duração |  |
| 1.  | "O Come All Ye Faithful"                                         | Nat King Cole                                   | 2:21    |  |
| 2.  | "Jingle Bells"                                                   | Frank Sinatra                                   | 2:02    |  |
| 3.  | "Baby, It's Cold Outside"                                        | Dean Martin                                     | 2:22    |  |
| 4.  | "My Favourite Things"                                            | Tony Bennett                                    | 3:16    |  |
| 5.  | "It's The Most Wonderful Time Of The Year (Versão do álbum)"     | Andy Williams com Robert Mersey & His Orchestra | 2:32    |  |
| 6.  | "Silver Bells"                                                   | Bing Crosby                                     | 3:03    |  |
| 7.  | "It's Beginning To Look Like Christmas (Versão do álbum)"        | Johnny Mathis                                   | 2:15    |  |
| 8.  | "Here Comes Santa Claus (Right Down Santa Claus Lane)"           | Elvis Presley                                   | 1:55    |  |
| 9.  | "Have Yourself A Merry Little Christmas"                         | Judy Garland                                    | 2:43    |  |
| 10. | "Rudolph, The Red Nosed Reindeer"                                | Ella Fitzgerald                                 | 2:54    |  |
| 11. | "Frosty The Snowman (Versão do álbum)"                           | Gene Autry                                      | 2:54    |  |
| 12. | "The Little Drummer Boy"                                         | Peggy Lee                                       | 2:17    |  |
| 13. | "Santa Claus Is Comin' To Town"                                  | Burl Ives                                       | 2:09    |  |
| 14. | "Winter Wonderland (Gravação Mono)"                              | Louis Armstrong                                 | 3:00    |  |
| 15. | "Blue Christmas"                                                 | Johnny Cash                                     | 2:22    |  |
| 16. | "Jingle Bell Rock (Versão do álbum)"                             | Brenda Lee                                      | 2:09    |  |
| 17. | "The Chipmunk Song (Christmas Don't Be Late) (Versão do single)" | The Chipmunks                                   | 2:23    |  |

Disco 2
| N.º | Título                                                                    | Artista                         | Duração |  |
| 1.  | "You're A Mean One, Mr. Grinch"                                           | Thurl Ravenscroft               | 2:59    |  |
| 2.  | "Little Saint Nick"                                                       | The Beach Boys                  | 2:01    |  |
| 3.  | "Noel"                                                                    | Smokey Robinson                 | 2:23    |  |
| 4.  | "Up On The Housetop"                                                      | Jackson 5                       | 3:13    |  |
| 5.  | "O Holy Night"                                                            | Al Green                        | 3:43    |  |
| 6.  | "Christmas Time Is Here"                                                  | Dianne Reeves                   | 3:18    |  |
| 7.  | "Christmas Is My Favorite Time Of The Year"                               | Kenny Rogers                    | 2:42    |  |
| 8.  | "Shimmy Down The Chimney (Fill Up My Stocking)"                           | Alison Krauss                   | 4:24    |  |
| 9.  | "Rockin' Around the Christmas Tree"                                       | Cyndi Lauper                    | 2:44    |  |
| 10. | "Feliz Navidad (Versão do álbum)"                                         | Celine Dion                     | 3:40    |  |
| 11. | "I'll Be Home For Christmas"                                              | Gloria Estefan                  | 3:29    |  |
| 12. | "I Saw Mommy Kissing Santa Claus (Versão do álbum)"                       | Jessica Simpson                 | 3:06    |  |
| 13. | "Merry Christmas, Baby"                                                   | Christina Aguilera com Dr. John | 5:43    |  |
| 14. | "Hark! The Herald Angels Sing/Gloria (In Excelsis Deo) (Versão do álbum)" | Mariah Carey                    | 3:00    |  |
| 15. | "Santa Baby"                                                              | The Pussycat Dolls              | 3:00    |  |
| 16. | "Home"                                                                    | Ne-Yo                           | 4:25    |  |
| 17. | "It Just Don't Feel Like Xmas (Without You)"                              | Rihanna                         | 3:49    |  |
| 18. | "Christmas Wish"                                                          | Stacie Orrico                   | 3:56    |  |
| 19. | "12 Days Of Christmas"                                                    | Relient K                       | 3:30    |  |